# Gary City
Gary City es un pueblo ubicado en el condado de Panola en el estado estadounidense de Texas. En el Censo de 2010 tenía una población de 311 habitantes y una densidad poblacional de 63,27 personas por km².

## Geografía
Gary City se encuentra ubicado en las coordenadas 32°1′40″N 94°22′4″O / 32.02778, -94.36778. Según la Oficina del Censo de los Estados Unidos, Gary City tiene una superficie total de 4.92 km², de la cual 4.92 km² corresponden a tierra firme y (0%) 0 km² es agua.

## Demografía
Según el censo de 2010, había 311 personas residiendo en Gary City. La densidad de población era de 63,27 hab./km². De los 311 habitantes, Gary City estaba compuesto por el 93.89% blancos, el 1.93% eran afroamericanos, el 0.64% eran amerindios, el 0.64% eran asiáticos, el 0% eran isleños del Pacífico, el 2.25% eran de otras razas y el 0.64% pertenecían a dos o más razas. Del total de la población el 2.57% eran hispanos o latinos de cualquier raza.